# Самуненков, Игорь Эдуардович
И́горь Эдуа́рдович Самуненков (укр. Ігор Едуардович Самуненков; род. 15 июня 2009, Киев, Украина) — украинский шахматист, шахматный вундеркинд, гроссмейстер (2023), мастер спорта Украины.

## Карьера

### 2021
В октябре выиграл чемпионат Украины по рапиду.
В декабре выиграл чемпионат мира до 12 лет, победив самого молодого гроссмейстера в мире Абхиманью Мишру. В том же месяце участвовал в чемпионатах мира по рапиду и блицу, был самым молодым игроком. Занял 89-е место из 176 в рапиде (стартовое место было 145-е) с результатом (+4-4=5) и 128-е из 179 в блице с результатом (+7-9=5).

### 2022-2023
В октябре 2022 года финишировал 11-м из 30, став призёром Кубка Энфилда в Киеве.
В декабре 2023 года участвовал в Большой швейцарке ФИДЕ 2023 по уайлд-кард. Свою единственную победу одержал над Михаилом Красенковым в 6-м туре.
Участник чемпионатов Европы по классическим шахматам (2022, 2023), рапиду и блицу (2023).
Гроссмейстерские нормы выполнил в турнирах: чемпионат Европы 2022, Vezerkepzo Summer GM 2023 (круговой турнир мастеров и гроссмейстеров в Будапеште), командный чемпионат Польши 2023 года.